# ミッチェル・ヴァイザー
ミッチェル＝エリヤー・ヴァイザー（Mitchell-Elijah Weiser, 1994年4月21日 - ）は、ドイツ・ノルトライン＝ヴェストファーレン州出身のサッカー選手。ポジションはDF、MF。ヴェルダー・ブレーメン所属。

## 経歴
1.FCケルンのユースチームを経て、2010年にトップチームに昇格した。2012年2月25日、バイエル・レバークーゼン戦でプロデビューを果たした。2012年6月1日、バイエルン・ミュンヘンに3年契約で移籍した。
2015年6月18日、ヘルタ・ベルリンへ2018年6月までの3年契約で完全移籍した。
2018年5月8日、来シーズンから5年契約でバイエル・レバークーゼンに加入することが発表された。
2021-22シーズンは2部に降格したヴェルダー・ブレーメンへレンタル移籍。リーグ戦24試合に出場し、1部復帰に貢献した。2022年7月15日、ブレーメンへ完全移籍。

## 代表歴
U-20ドイツ代表として2011 FIFA U-17ワールドカップに出場し、3ゴールを記録した。
U-21ドイツ代表としては、2017年6月にポーランドで開催されたUEFA U-21欧州選手権2017の代表メンバーに選出されると、決勝のU-21スペイン代表戦で決勝点を決め、ドイツの2回目の優勝に貢献した。

### 出場大会
- U-17ドイツ代表
  - 2011年 - UEFA U-17欧州選手権（準優勝）
  - 2011年 - FIFA U-17ワールドカップ（3位）
- U-21ドイツ代表
  - 2017年 - UEFA U-21欧州選手権（優勝）

## タイトル

### クラブ
バイエルン・ミュンヘン
- ブンデスリーガ 2013-14, 2014-15
- DFLスーパーカップ 2012‐13
- UEFAチャンピオンズリーグ 2012‐13
- DFBポカール 2013-14

### 代表
- UEFA U-21欧州選手権（2017年）